# Shawn Spears
Ronald William "Ronnie" Arneill (St. Catharines, 19 de fevereiro de 1981), é um lutador de luta livre profissional canadense que atualmente trabalha na WWE, na marca NXT, sob o nome de ringue Shawn Spears, onde foi uma vez campeão norte-americano do NXT. Anteriormente, ele atuou na WWE de 2013 a 2019 sob o nome de Tye Dillinger. Ele também é conhecido por sua passagem pela All Elite Wrestling (AEW) de 2019 a 2023.

## No wrestling
- Alcunhas
  - "The Chairman" - AEW

- Finishers
  - Death Valley Driver
- Temas de entrada
  - "Perfection" by Josiah Williams

## Campeonatos conquistados
- Adrenaline Live Wrestling
  - ALW Georgian Bay Heavyweight Championship (1 vezes)
- Canadian Independent Wrestling Alliance
  - CIWA Heavyweight Championship (1 vezes)
- Great Lakes Championship Wrestling
  - GLCW Tag Team Championship (1 vezes) – com Flex Falcone
- Neo Spirit Pro Wrestling
  - NSPW Tag Team Championship (1 vezes) – com J.T. Playa
- Ohio Valley Wrestling
  - OVW Television Championship (3 vezes)
  - OVW Southern Tag Team Championship (3 vez) – com Cody Runnels (2) e Colt Cabana
- Pure Wrestling Association
  - PWA Pure Wrestling Championship (1 vez)
- WWE
  - Campeonato Norte-Americano do NXT (1 vez)